# فورتونا (فیلم)
«فورتونا» (عبری: פורטונה‎) یک فیلم به کارگردانی مناهم گولان است که در سال ۱۹۶۷ منتشر شد. از بازیگران آن می‌توان به گیلا آلماگور اشاره کرد.